# 马德里皇家植物园

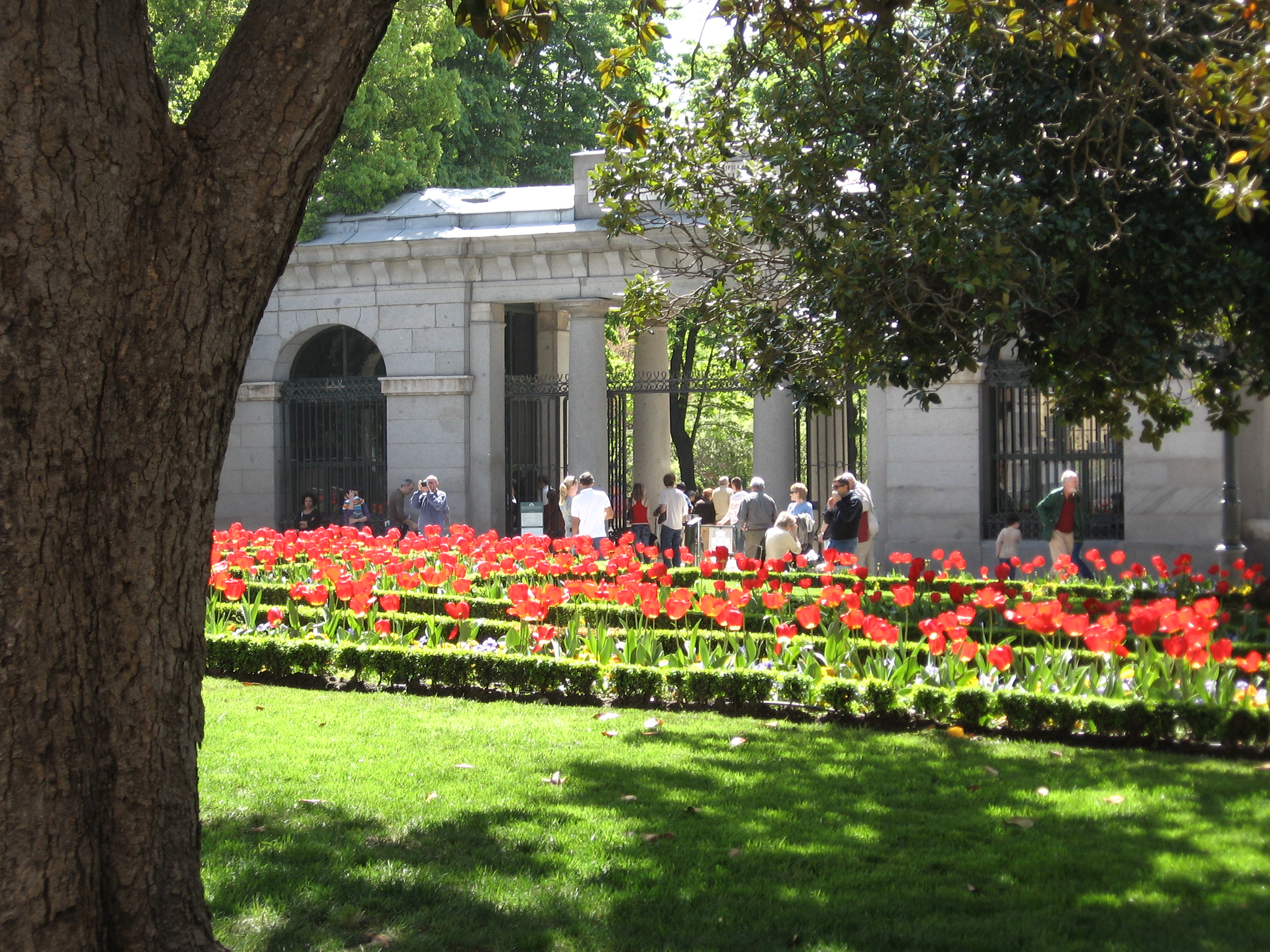

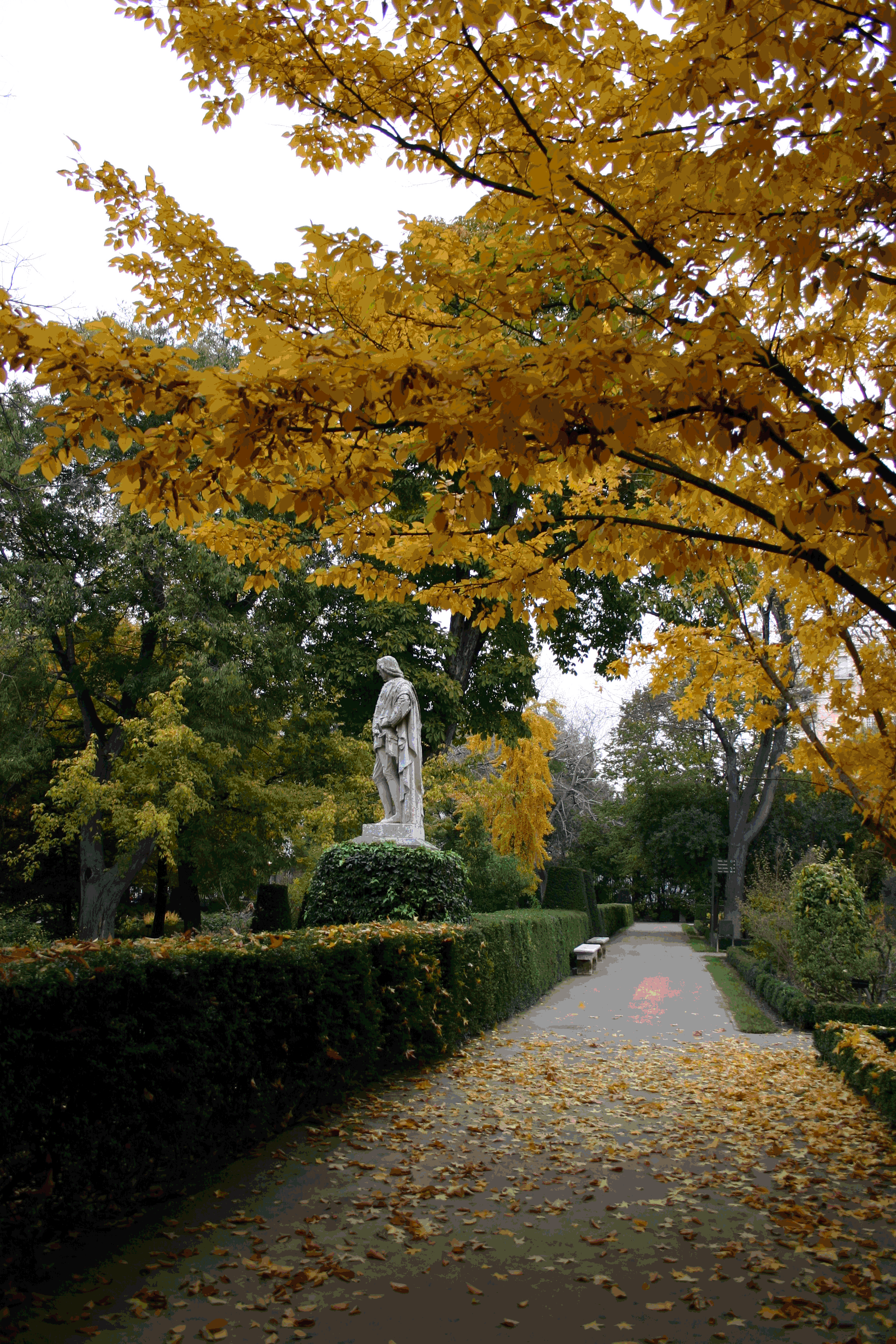

马德里皇家植物园 (Real Jardín Botánico de Madrid) 是西班牙马德里的一个植物园，占地8公顷。其入口位于牟利罗广场（Plaza de Murillo），毗邻普拉多博物馆。 

## 历史

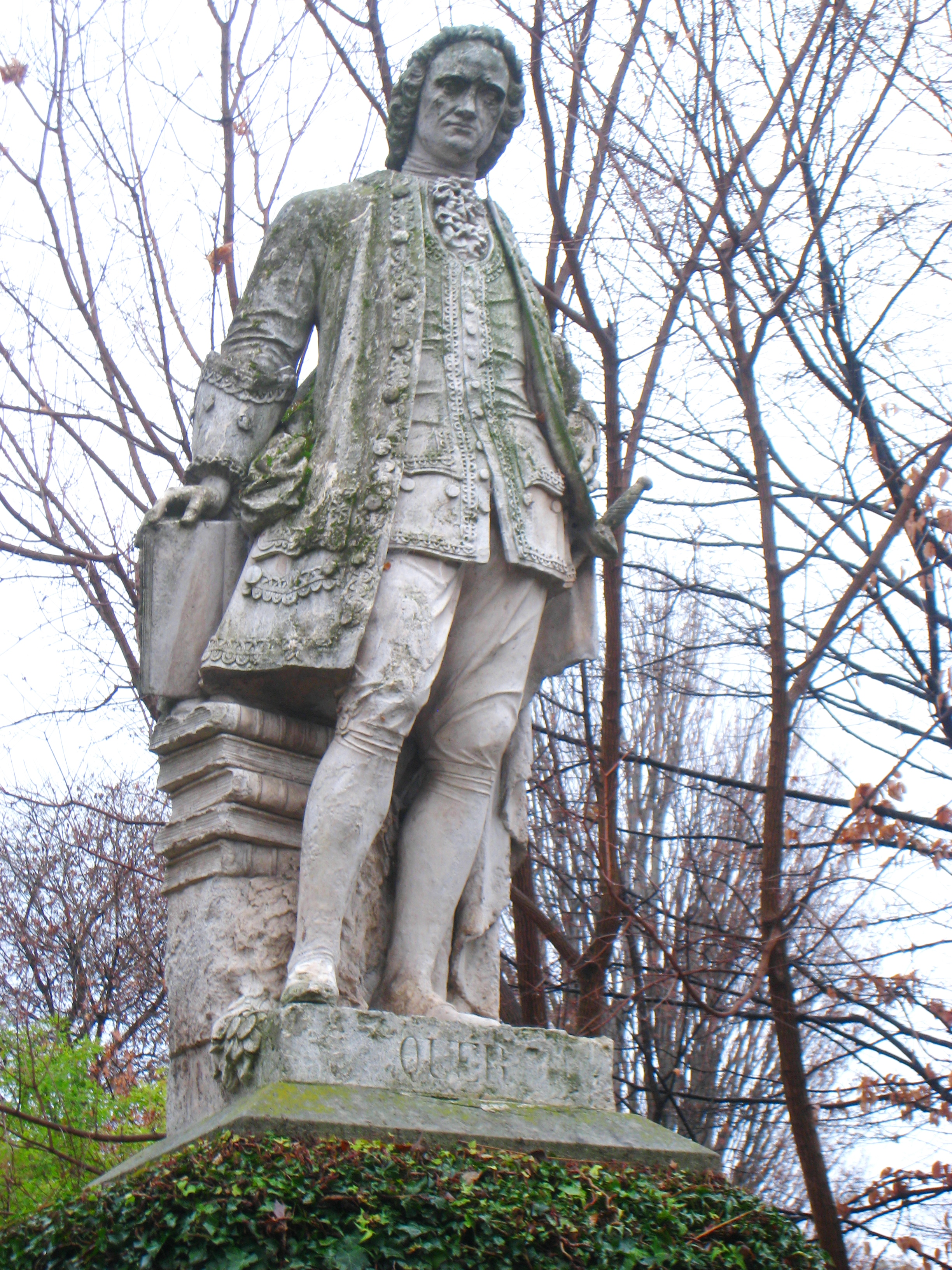

马德里皇家植物园创建于1755年10月17日。1781年迁移到普拉多大道的现址。

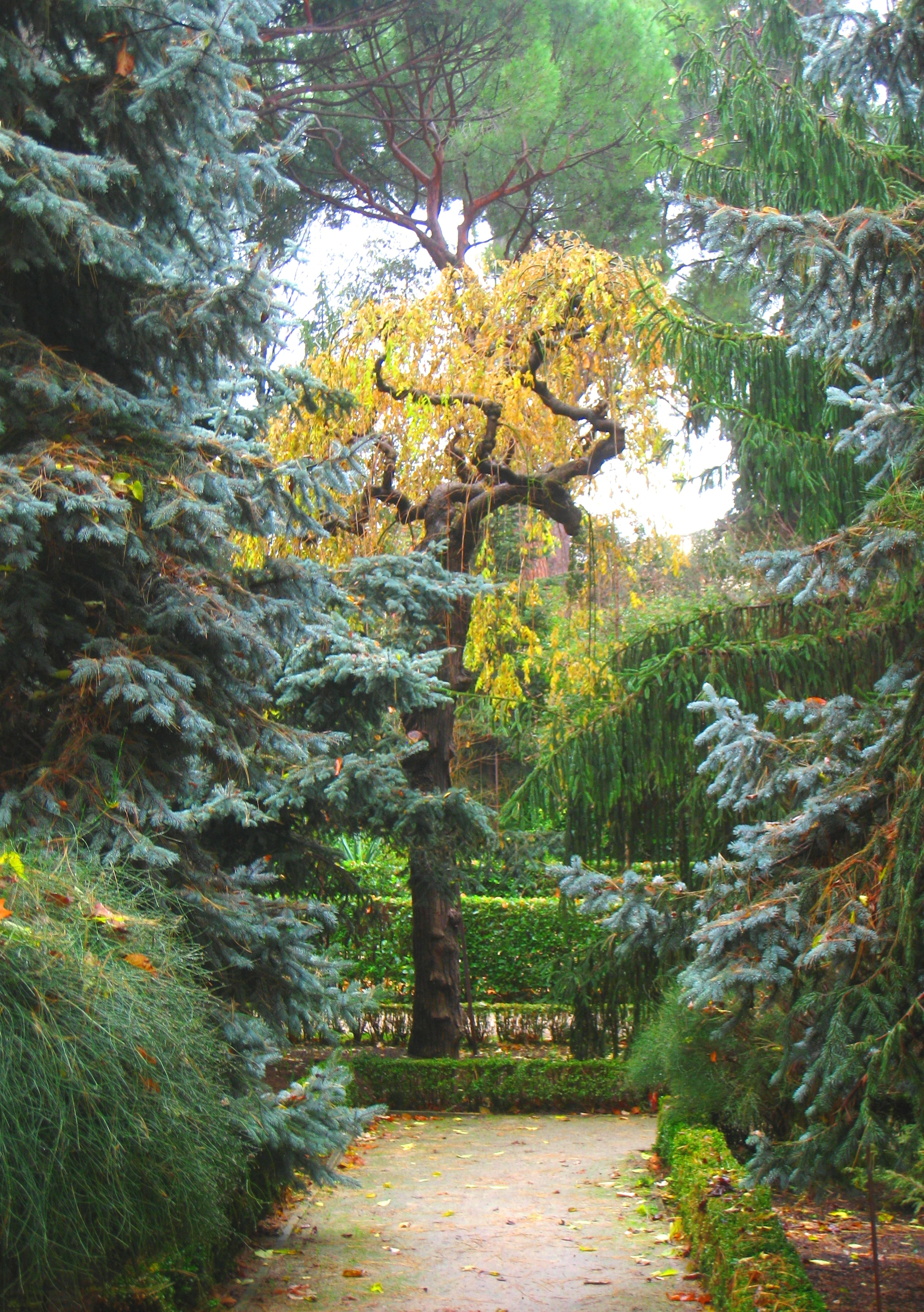
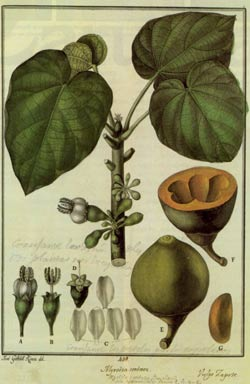
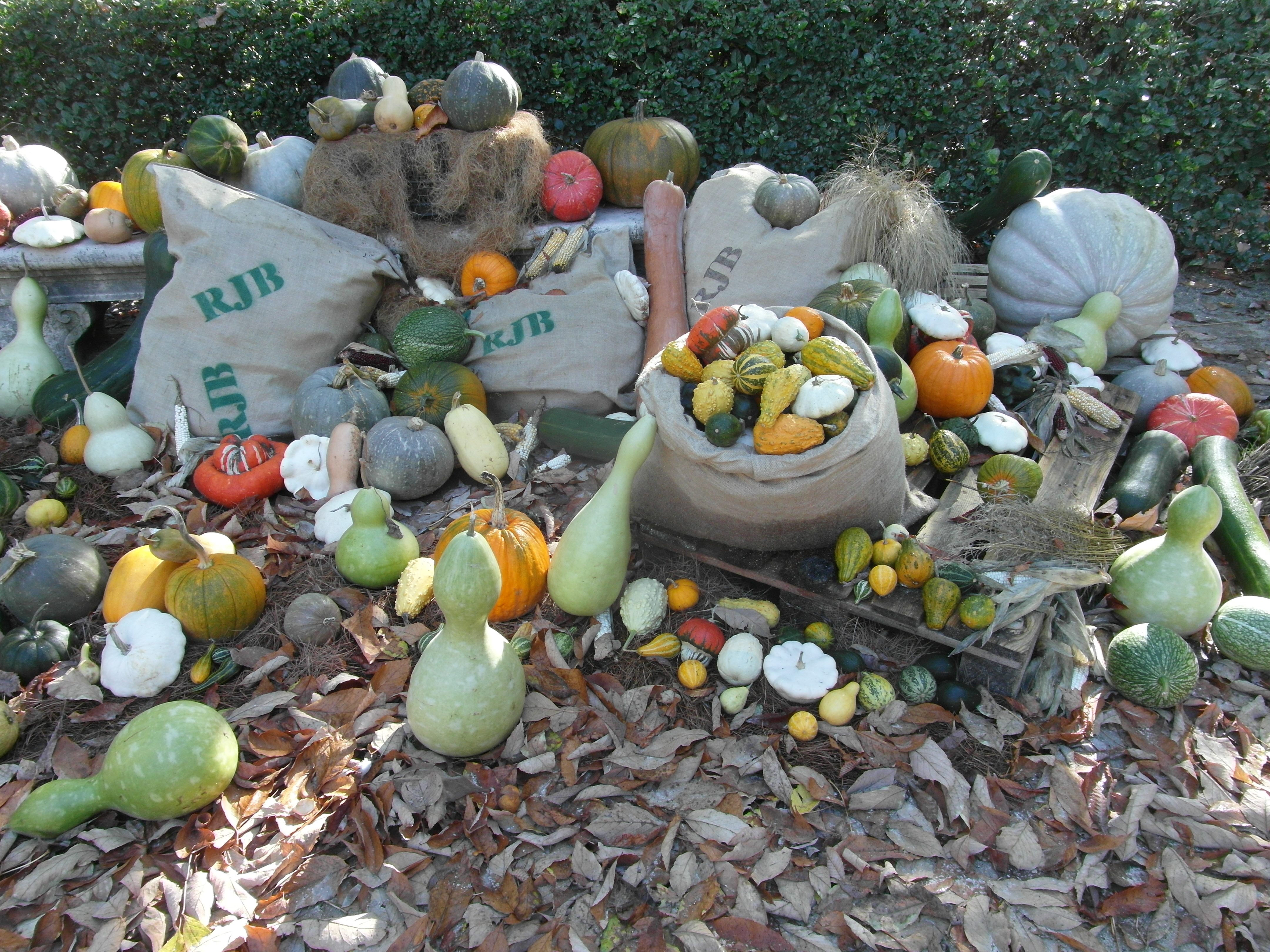